# الکس پرز (بازیکن فوتبال، زاده ۱۹۹۱)
الکس پرز (انگلیسی: Álex Pérez؛ زادهٔ ۱۱ اوت ۱۹۹۱) بازیکن فوتبال اهل اسپانیا است.
از باشگاه‌هایی که در آن بازی کرده‌است می‌توان به باشگاه فوتبال آرمینیا بیله‌فلد، باشگاه فوتبال رکریتیوو اوئلوا، باشگاه فوتبال اوئسکا، باشگاه فوتبال رئال وایادولید، باشگاه فوتبال اسپورتینگ خیخون، باشگاه فوتبال ختافه، و باشگاه فوتبال لفسکی صوفیه اشاره کرد.